# Berel Wein
Pour les articles homonymes, voir Wein.
 (16 août 2025).
Le texte peut changer fréquemment, n’est peut-être pas à jour et peut manquer de recul. N’hésitez pas à participer, en veillant à citer vos sources.
Dov Baer Wein, plus connu sous le nom de Berel Wein (ou Berl ou Beryl), est un rabbin orthodoxe américain d'origine lituanienne né le 25 mars 1934 à Chicago (Illinois, États-Unis) et mort le 16 août 2025 à Jérusalem (Israël).
Expert en histoire juive, il popularise le sujet avec plus de 1 000 cassettes audio, une série de quatre ouvrages, des articles de journaux et des conférences internationales. Ayant pu contracter des liens personnels et idéologiques, tant avec des adhérents au judaïsme orthodoxe moderne qu'au judaïsme haredi, il est respecté par l'ensemble des tendances du judaïsme orthodoxe.

## Biographie
Berl Wein est né le 25 mars 1934 à Chicago d'une longue lignée de rabbins lituaniens. Son père, Zev, émigré aux États-Unis, dirige une congrégation de Chicago depuis les années 1870.
Il est ordonné rabbin à l'Hebrew Theological College, fondé par son grand-père maternel, Rabbi Chaim Tzvi Rubinstein. Son maître attitré est le rabbin Chaim Kreiswirth et parmi ses mentors, on compte les rabbins Mordechai Rogow et Yisrael Mendel Kaplan. Il étudie également auprès du Rabbin Oscar Z. Fasman à Chicago, dont il fait le hesped.
Il obtient également un Bachelor's degree de l'université Roosevelt à Chicago puis une licence en droit à l'université DePaul. Après avoir passé le concours du barreau de l'Illinois, il exerçe comme avocat à Chicago quelques années.
Il épouse en 1955 Yocheved (Jackie) Levin, née à Vaskai en Lituanie en 1934 et émigrée à Détroit avec ses parents à l'âge de 4 ans. Le père de celle-ci, Eliezer Levin, est rabbin de la congrégation Beth Tefiloh Emanuel et dirige le triumvirate du Council of Orthodox Rabbis (COR) of Greater Detroit, pendant plus de 60 ans.
Le Rabbin Wein et son épouse s'installent à Chicago, où naissent leurs quatre enfants : Miriam, Dinah, Chaim Tzvi, et Sori.
En 1964, Berel Wein accepte de diriger la congrégation Beth Israel de Miami Beach, où il demeure jusqu'en 1972. Il déménage ensuite à New York, où il est nommé vice-président exécutif de l'Union of Orthodox Organizations of America. Il y assure aussi l'administration de la supervision rabbinique de la cacheroute jusqu'en 1977, et fonda la congrégation Bais Torah, dont il est le rabbin pendant 24 ans. En 1977, il crée aussi la Yeshiva Shaarei Torah de Rockland offrant un programme d'enseignement secondaire et supérieur. La yeshiva est ensuite réinstallée sur le terrain de sa synagogue. Il en est le rosh yeshiva jusqu'à son aliyah en Israël en 1997. Son fils, le Rabbin Chaim Tzvi Wein, lui succéda, seconde par Mordechai Wolmark, l'auteur de Mishnas Mordechai.
Au cours de ces années, le Rav Wein produit un riche enseignement sur support audio, tant sur les enseignements de la Torah que sur l'histoire juive. Il parvient de la sorte à redonner à celle-ci un caractère abordable et attractif. Il publie, après des recherches détaillées, une un ouvrage en quatre volumes couvrant 2300 ans d'histoire juive, qui le rendent célèbre dans les communautés orthodoxes anglophones :
1. Echoes of Glory: The story of the Jews in the Classical Era, 350 BCE-750 CE (Échos de Gloire: L'histoire des Juifs à l'Ère Classique, de 350 AEC à 750 EC)
2. Herald of Destiny: The story of the Jews in the Medieval Era, 750-1650 (Hérauts de la Destinée: L'histoire des Juifs à l'Ère Médiévale, de 750 à 1650)
3. Triumph of Survival: The story of the Jews in the Modern Era, 1650-1995 (Triomphe de la Survie: L'histoire des Juifs à l'Ère Moderne, de 1650 à 1995)
4. Faith and Fate: The story of the Jewish people in the twentieth century (Foi et Destin : L'histoire des Juifs au XXe siècle)

Berel Wein est réputé pour son style fin et spirituel, tant écrit qu'oral : ses bons mots et observations sont rassemblés par James Weiss en un livre de 283 pages intitulé Vintage Wein: The collected wit and wisdom, the choicest anecdotes and vignettes of Rabbi Berel Wein (Shaar Press, 1992).
Après son établissement en Israël, il a compose trois recueils d'essais, intitulés Second Thoughts: A collection of musings and observations (1997), Buy Green Bananas: Observations on self, family and life (1999), et Living Jewish: Values, Practices and Traditions. Il est aussi l'auteur de commentaires sur l'Éthique de Nos Pères, Pirkei Avos : Teachings for Our Times, et sur la Haggada de Pessa'h, The Pesach Haggadah: Through the Prism of Experience and History.
Son dernier ouvrage est aussi le plus personnel : Tending the Vineyard est un guide détaillé pour les aspirants au rabbinat, dans lequel il fait part de sa philosophie du rabbinat, rapporte des expériences personnellement vécues et dispense des conseils aux étudiants au rabbinat.
Les livres en anglais de Berel Wein sont publiés par Shaar Press, une division des éditions ArtScroll/Mesorah. Le nom de Shaar Press est considéré comme éponyme de celui de la yeshiva qu'il a fondée, Shaarei Torah.

### Israël
En 1997, le Rabbin Wein et son épouse s'établissent dans le quartier de Réhavia, à Jérusalem, où ils deviennent Rabbin et Rebbetzin de la synagogue Bet Knesset Hanassi. Il fonde la Destiny Foundation, un forum de marketing pour ses CD, cassettes, livres ainsi que ses projets de documentaires et films de fiction.
Il est l'un des membres senior de la Yechiva Ohr Somayach de Jérusalem, où il tient des conférences pour les étudiants en majorité anglophones. Il réalise également des conférences en Israël et à l'étranger, et rédige une colonne hebdomadaire régulière au Jerusalem Post depuis 1999.
Après la mort de son épouse Jackie (Yocheved Levin) le 25 mai 2006, Berel Wein se remarie. Il demeure à Réhavia, à Jérusalem.
Berel Wein meurt le 16 août 2025 à Jérusalem à l'âge de 91 ans. Il est enterré le 17 août 2025 au cimetière juif du Mont des Oliviers.

## Publications

### En hébreu
- Chikrei Halacha (1976), Mosad Harav Kook
- Eyunim B'Mesechtot HaTalmud (1989) 2 volumes
- Chukei Chaim (1991), édité par son proche disciple, Rabbi Harel Kohen

### En anglais
- Série en quatre volumes :
  - Echoes of Glory: The Story of the Jews in the Classical Era, 350 BCE-750 CE (1995)  (ISBN 978-0-89906-340-9)
  - Herald of Destiny: The Story of the Jews in the Medieval Era, 750-1650 (1993)  (ISBN 978-0-89906-237-2)
  - Triumph of Survival: The Story of the Jews in the Modern Era, 1650-1995 (1990)  (ISBN 978-0-89906-498-7)
  - Faith and Fate: The Story of the Jews in the Twentieth Century (2001)  (ISBN 978-1-57819-593-0)
- Living Jewish: Values, Practices and Traditions (2002)  (ISBN 978-1-57819-753-8)
- Pirkei Avos: Teachings for Our Times (2003)  (ISBN 978-1-57819-739-2)
- The Pesach Haggadah: Through the Prism of Experience and History (2004)  (ISBN 978-1-57819-319-6)

#### En collaboration
- Real Messiah: A Jewish Response to Missionaries, Aryeh Kaplan, Berel Wein, et Pinchas Stolper (1976),  (ISBN 978-1-879016-11-8)
- Sand and Stars (2 vol.), Yaffa Ganz et Berel Wein (1996),  (ISBN 978-0-89906-392-8)

## DVD
- Rashi – A Light After the Dark Ages (avec Leonard Nimoy) (1999)
- Berel Wein's Israel Journey – Jerusalem (co-auteur Wayne Kopping) (2003)
- Rambam – The Story of Maimonides, Leonard Nimoy, Armand Assante, Ashley Lazarus et Berel Wein (2005)
- Faith & Fate – The Story of the Jewish People in the Twentieth Century Episode II (1911-1920), Debra Winger et Dick Rodstein (réal. Ashley Lazarus) (2005)